# Avion de Mojaïski
Dimensions
L'avion de Mojaïski (en russe : Самолёт Можайского) était un avion expérimental russe conçu par Alexandre Mojaïski. Propulsé par deux moteurs à vapeur, ce monoplan aurait peut-être décollé assisté par une rampe, volant près de Krasnoïe Selo, en 1884.

## Développement

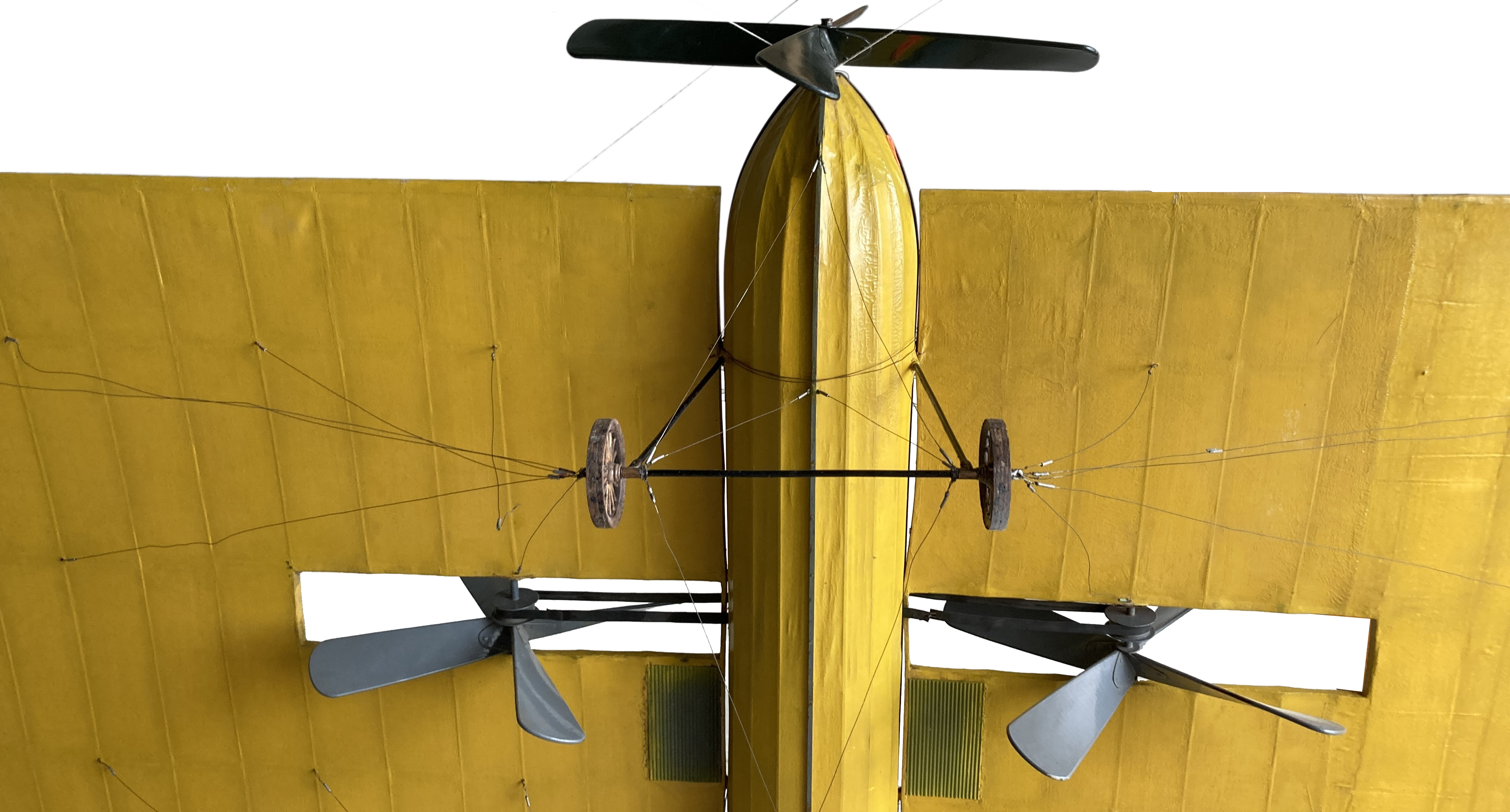
Avion de Mojaïski (fragments). Collections de la.

Le 21 janvier 1883, Mojaïski présenta son projet à la Société technologique russe. La commission d'évaluation conclut que l'avion n'était pas assez puissant pour voler. En 1885, après un essai de vol raté, l'avion subit des dommages.

## Faisabilité
Des études de l'Institut central d'aérodynamique en 1979 et 1981 ont déclaré qu'un vol était impossible en raison d'un manque de stabilité. Cependant, des archives araient affirmé qu'il a effectivement volé, comme l'indiquerait un journal de 1909.

## Vol pretendu
Le design de Mojaïski reposait sur une rampe, pas sur la puissance des moteurs. Les ailes manquaient de cambrure. Des experts ont soutenu que l'appareil aurait pu décoller avec un vent favorable. Bien que son vol inaugural ait été contesté, l'avion de Mojaïski est quelquefois cité dans les premières revendications de vol motorisé.

## Caractéristiques
L'avion aurait été propulsé par deux moteurs à vapeur d'une puissance totale de 22,4 kW. Sa vitesse aurait été de 40 km/h, avec un poids de 950 kg, une envergure de 24 m et une longueur de fuselage de 15 m.
Des tests ont été menés dès 1882. En 1883, une note du Bureau d'ingénierie militaire mentionnait que l'appareil n'avait pas pu décoller.

### Caractéristiques Techniques de l'Avion de Mojaïski
- Type : Avion expérimental, monoplane  
- Constructeur : Alexandre Mojaïski  
- Concepteur : Alexandre Mojaïski  
- Premier vol : 1884 (contesté)  
- Statut : Inconnu  
- Nombre construit : 1  
- Propulsion :  
- Moteurs : 2 moteurs à vapeur  
- Puissance totale : 22,4 kW  
- Vitesse de vol estimée : 40 km/h  
- Poids total : 950 kg  
- Envergure : 24 m  
- Longueur du fuselage : 15 m  
- Notes supplémentaires :  
```
 - L'avion devait décoller assisté par une rampe.  
```

```
 - Des tests ont été effectués entre 1882 et 1884.  
```

```
 - Des recherches historiques ont montré qu'il serait impossible de maintenir l'avion en vol en raison d'un manque de stabilité, mais des affirmations existent sur un vol réussi en 1884.  
```

```
 - En cas de modifications avec de nouveaux moteurs (37,3 kW), l'avion aurait pu être capable de voler.
```